# Daina
Une daina est un chant traditionnel letton parfois présenté comme une forme d’art littéraire. Les dainas sont considérées comme le vecteur de la culture lettone au travers des siècles de servage et d'occupation. Leurs thèmes sont variés et vont de la mythologie lettonne à l'agriculture. La personne récitant les dainas s'appelle teicējs. En Lettonie, les dainas sont traditionnellement chantées lors de toute fête populaire comme le Festival national letton des chants et de danses  ou la célébration du solstice d'été Līgo svētki.

## Premiers recueils des dainas auXVIIIesiècle
Johann Gottfried von Herder (1744-1803), à l'époque instituteur à l'école de la Cathédrale protestante de Riga, fut le premier à s'intéresser aux dainas entre 1764 et 1769 après avoir étudié les traductions de ce chant folklorique dans les éditions allemandes Gelehrte Beiträge. Il en a publié lui-même deux volumes :  Volkslieder (München : G.Müller, 1778) et Stimmen der Völker in Liedern (Hade a.d.S., Hendel, 1807) sorti après sa mort. Herder fut également le premier à utiliser le terme volkslieder (chansons folkloriques) dans la philosophie du langage allemande.

## La collecte des dainas en Lettonie auXIXesiècle

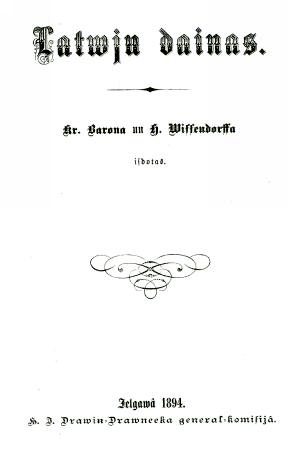
La couverture de la première édition de Latvju dainas par K. Barons et H. Visendorffs (1894)

Une daina est classiquement définie comme une forme en quatrain spécifiquement lettonne, quoiqu'on les retrouve aussi en Lituanie[réf. souhaitée]. Les toutes premières descriptions de ce chant qui ont pu être retrouvées provenaient des récits de procès pour sorcellerie ou de traités historiques et géographiques et datent de 1584 et de 1632. En 1807, les ecclésiastiques allemands, G. Bergmann et F. Wahr réunissent les premières collections de dainas. Le premier Letton à les avoir publiées fut Jānis Sproğis, en 1868.
Les dainas lettonnes ont été mises par écrit au cours du XIXe siècle sous l'impulsion de l'écrivain et folkloriste Krišjānis Barons. Cette initiative coïncidait avec la période d'éveil du sentiment identitaire et national letton. Des collections plus petites, complétées par de nombreuses autres contributions ont été rassemblées réunissant  217 996 textes de chansons, classées en six volumes (huit livres) (1894 -1915). La démarche de Barons a été appuyé par le mécène et passionné de la culture lettonne résidant à Saint-Pétersbourg Henrijs Visendorffs (1861-1916) dont le nom figure également sur la couverture de la première édition des dainas. Il parait que c'était lui qui avait proposé à Barons de choisir le nom daina pour désigner ces œuvres 

## Cabinet de chants folkloriques (Dainu skapis)

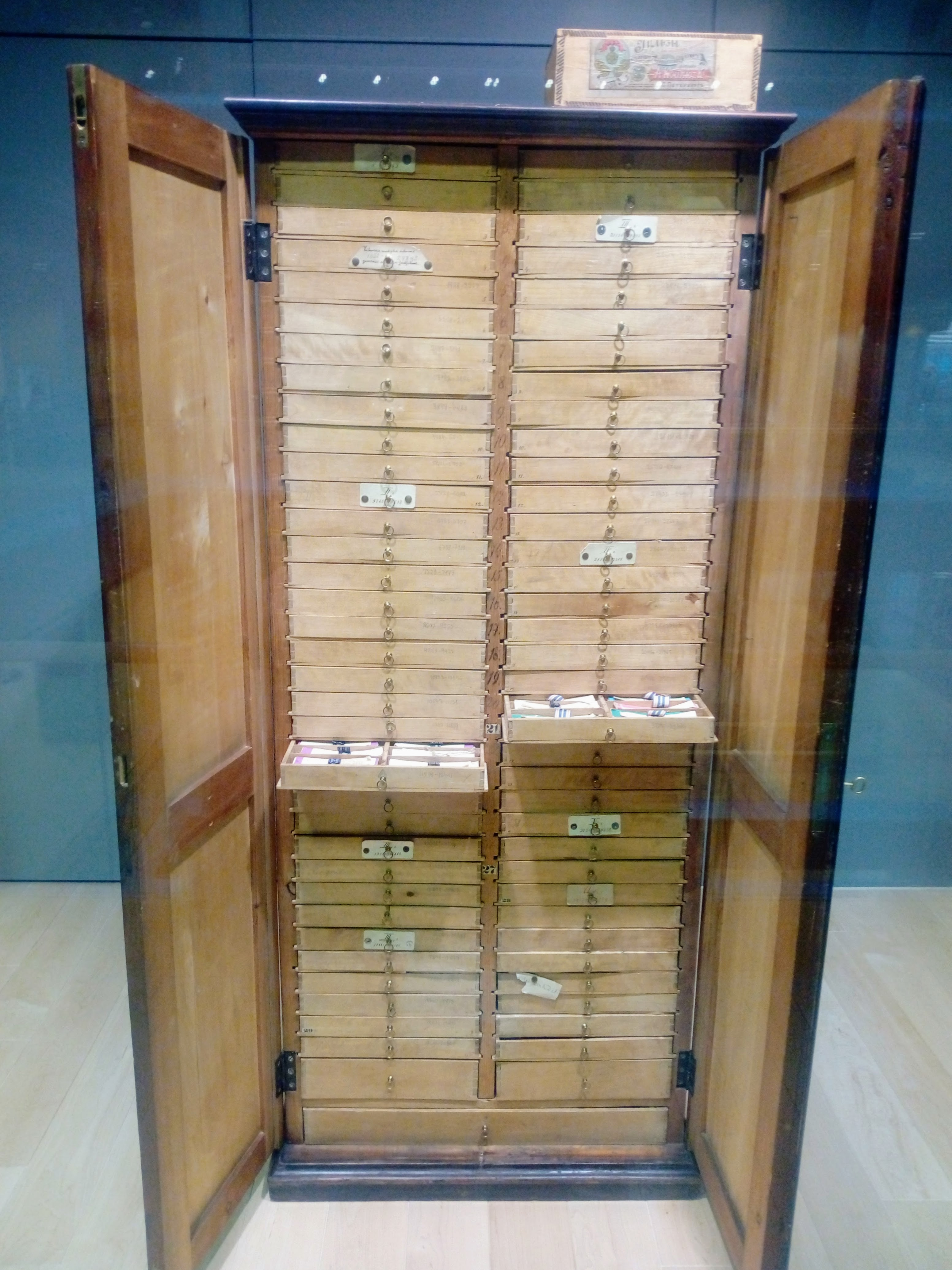
Cabinet de chants folkloriques avec les textes de près de 230 000 chansons folkloriques lettones, la Bibliothèque nationale de Lettonie

Les chants publiés correspondent à des documents originaux, envoyés à Barons par des chanteurs passionnés. Ils constituent un fonds de plus de 217 996 feuilles de papier manuscrites de 3 x 11 cm, avec les annotations de Barons et ses notes pour l'édition. Ils sont tous conservés dans l' Cabinet de chants folkloriques (Dainu skapis en letton) spécialement construite en 1880, qui comprend 70 tiroirs avec 20 cases chacun. La hauteur du "placard mémoire à chansons" est de 160 cm, sa largeur - 66 cm, sa profondeur 42cm. Il y a aussi trois grands tiroirs, qui contiennent d'autres documents précieux et intéressants - des lettres, et l'index de classement mis en place par Krišjānis Barons. L'cabinet de chants folkloriques originale de  Krišjānis Barons est depuis 1940 placée dans la salle du folklore letton (maintenant l'unité correspondante de l'Institut de littérature, de folklore et d'art) de l'Université de Lettonie) au sein de l'Académie des sciences de Lettonie . D'outil de travail, il est maintenant devenu symbole culturel et a été classé, le 4 septembre 2001, au Registre Mémoire du monde de l'UNESCO. 
L'cabinet de chants folkloriques dispose de deux copies : 
- Une dans le "Musée Krišjānis Barons" [12] à Riga inauguré le 31 octobre 1985, à l'occasion du 150e anniversaire du père des Dainas. La partie la plus authentique de l'exposition est la Krisjanis Baron's Room, un environnement dans lequel ont eu lieu les quatre dernières années de la vie du folkloriste exceptionnel (1919-1923).

- L'autre - à l'ancien manoir Stankevičs en Russie, où Barons ont commencé à travailler sur le classement des chansons.

Depuis le 29 août 2014, la "Dainu skapis" peut être vue au cinquième étage du "Palais des Lumières - Gaisma Pils"  Nouvelle Bibliothèque Nationale de Lettonie. 
Le catalogue des dainas lettones numérisées est consultable par internet sur le site Cabinet de chants folkloriques http://www.dainuskapis.lv/.

## Dainas auxXXesiècle-XXIesiècle

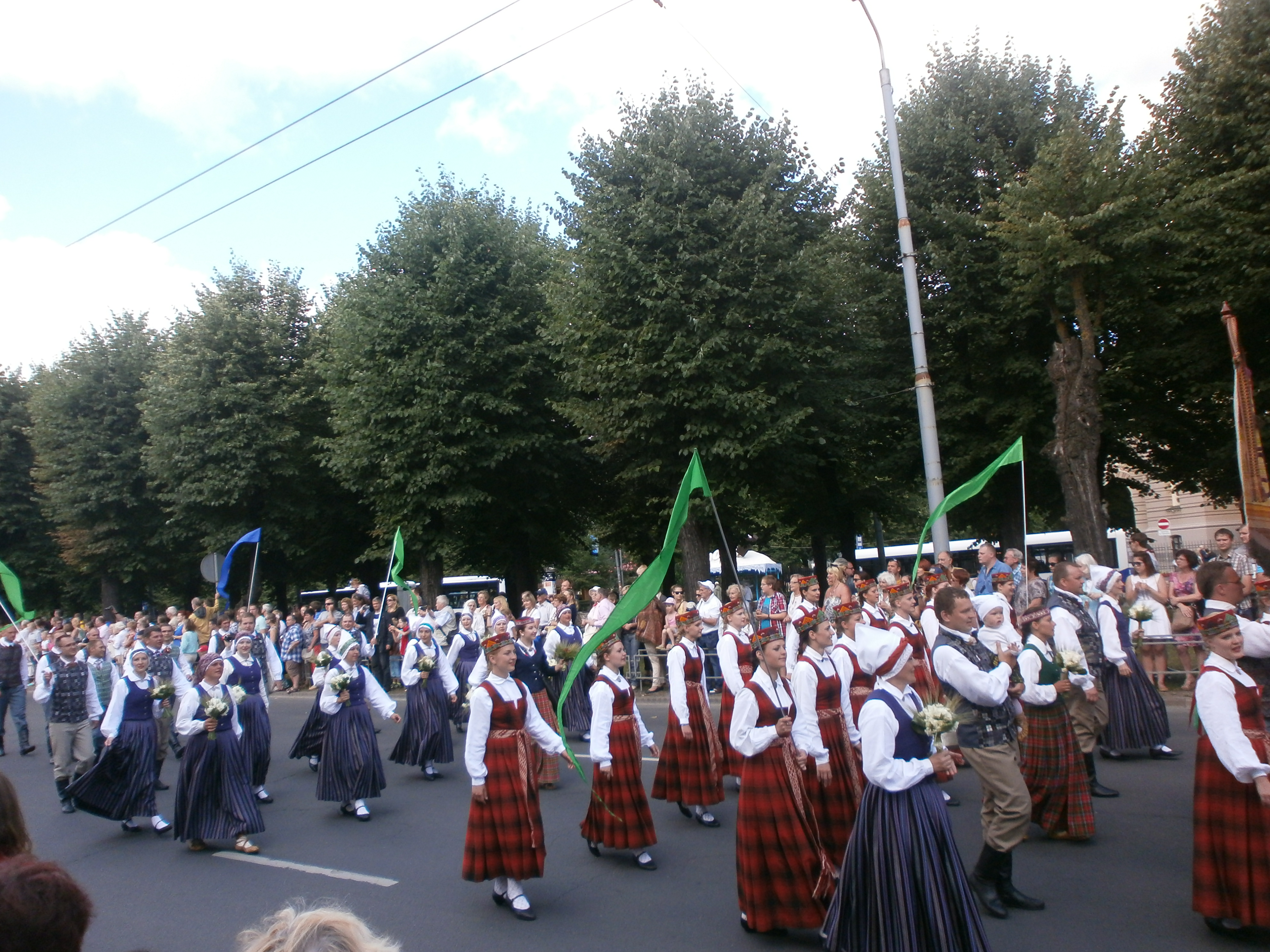
Fête de la musique à Riga (2013)

Aux XXe-XXIe s., une autre chercheuse étudiant les dainas est Vaira Vīķe-Freiberga, qui a également été présidente de la République de Lettonie entre 1999 et 2007. Vaira Vike-Freiberga folkloriste et Docteur en psychologie, décrit ainsi les dainas : "Ces poésies lyriques joyeuses, chantées de génération en génération par les Lettons ..." dans une interview en 2014 sur la Radio France-Inter. Vaira Vike-Freiberga chante elle-même quelques dainas dans un disque enregistré.
L'Université de Virginie soutenue par la fondation de Milda Zilava (1908-2003) a mis en place le projet d'édition électronique des 12 volumes de chant folklorique letton.

#### Éditions et traductions de dainas
- Michel Jonval, Les Chansons mythologiques lettones, Riga, 1929 (édition bilingue).
- Nadine Vitols Dixon (éd.), Dainas, poèmes lettons traduits et présentés par Nadine Vitols Dixon, éditions L'Archange Minotaure, 2004 (édition bilingue).

#### Études savantes
- Harold Biezais, Die Hauptgöttinen der alten Letten, Uppsala, 1955.
- Inta Geile-Sipolniece, La Littérature lettone au XXe siècle, Riga, 1997.
- Vaira Vike-Freiberga, Logique de la poésie: Structure et poétique des daïnas lettonnes, 299 lpp. William Blake and Co Edit, 2007.